# Білолізник
Білолізник (Krascheninnikovia) — рід квіткових рослин родини щирицевих, поживний корм для худоби. Вони відомі з Євразії та західної частини Північної Америки. Це волохаті напівкущі чи невеликі кущі, які можуть бути однодомними або дводомними. Вони несуть колосоподібні суцвіття шерстистих квіток. Чергові листки стоять поодиноко або згруповані в пучки і можуть бути на ніжках або майже сидячими. Плоскі, нем'ясисті листові пластини від лінійних до вузьколанцетних або яйцеподібних, з цілісними краями.

## Види
- Krascheninnikovia ceratoides (L.) Gueldenst.
- Krascheninnikovia fruticulosa (Pazij) Czerep.
- Krascheninnikovia lanata (Pursh) A.Meeuse & A.Smit